# Antefissa

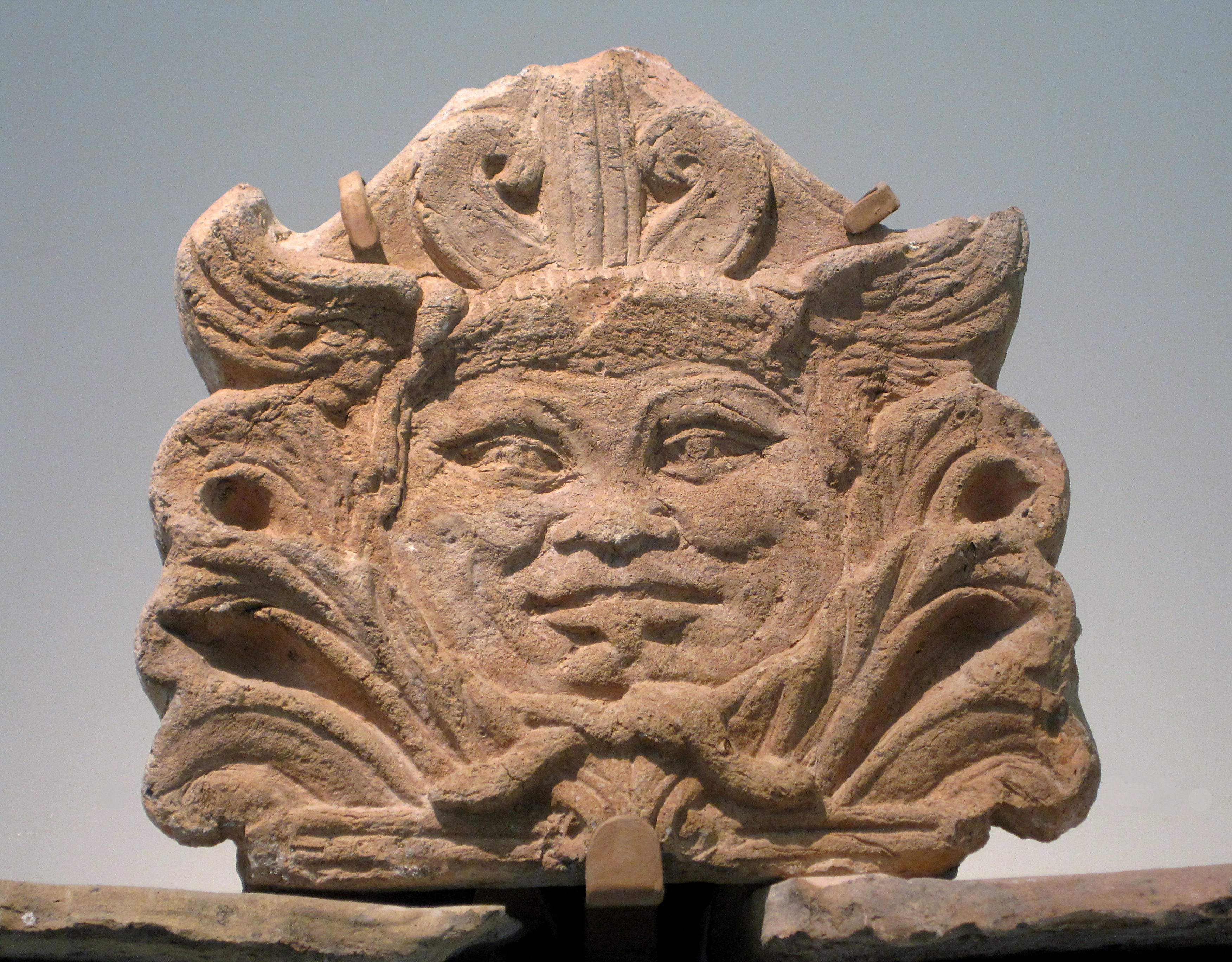
Antefissa etrusca trovata a Vulci

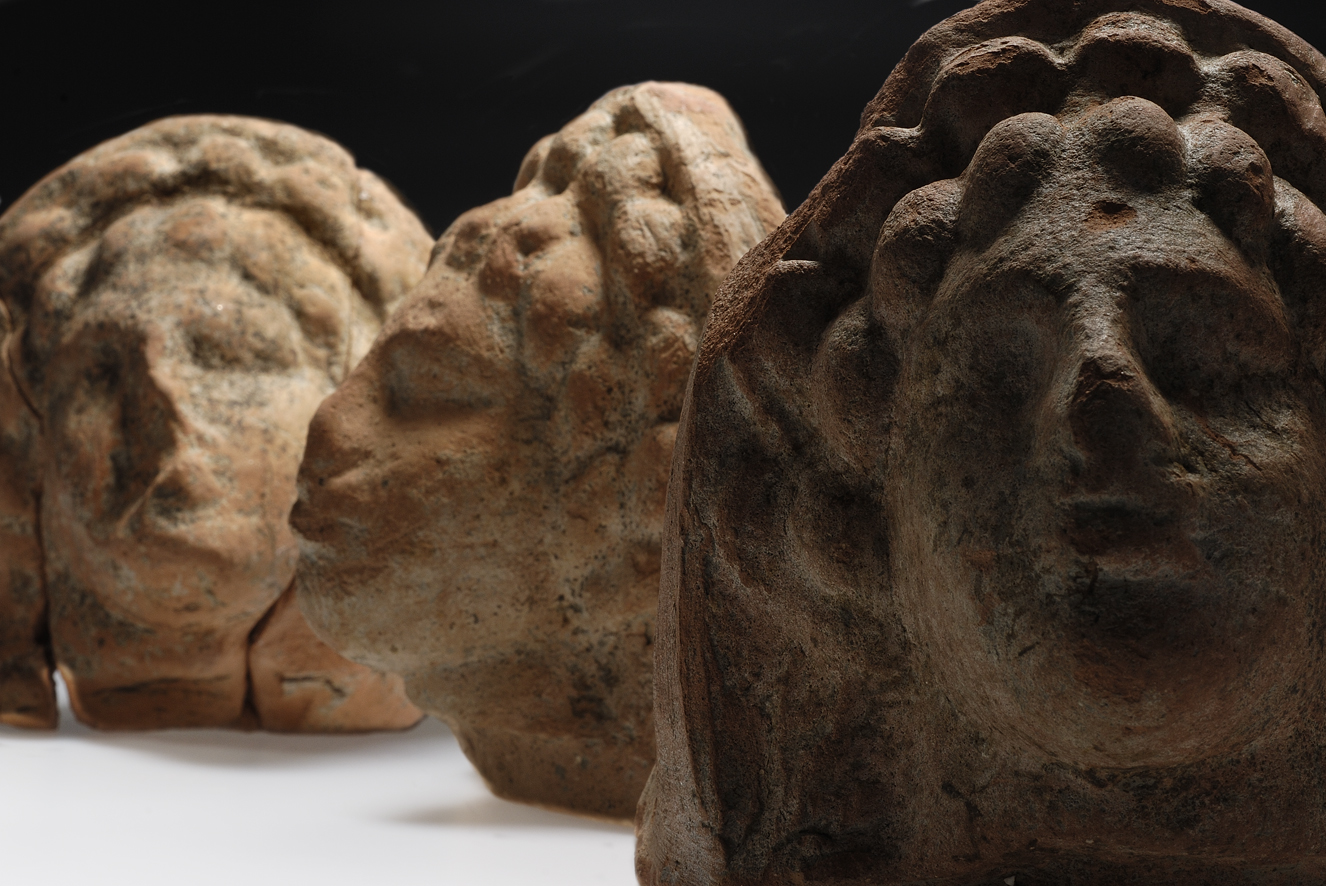
Antefisse del santuario di Cittanova

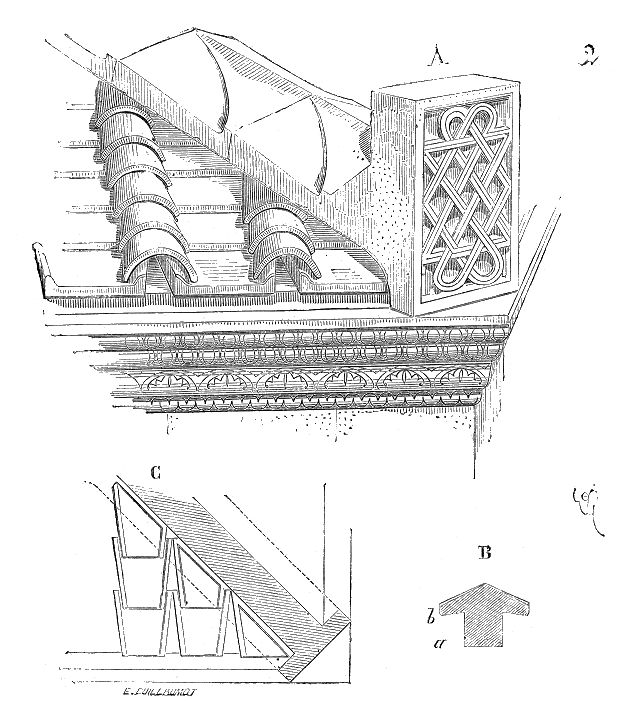
Un'antefissa disegnata da Viollet-le-Duc. A : antefissa dentro l'angolo di una cornice.

L'antefissa è un elemento della copertura dei tetti posto sulla testata delle travi del tetto o a occlusione dei canali terminali delle tegole negli edifici greci, etruschi e romani. Serviva a assicurare il deflusso delle acque verso la grondaia.  

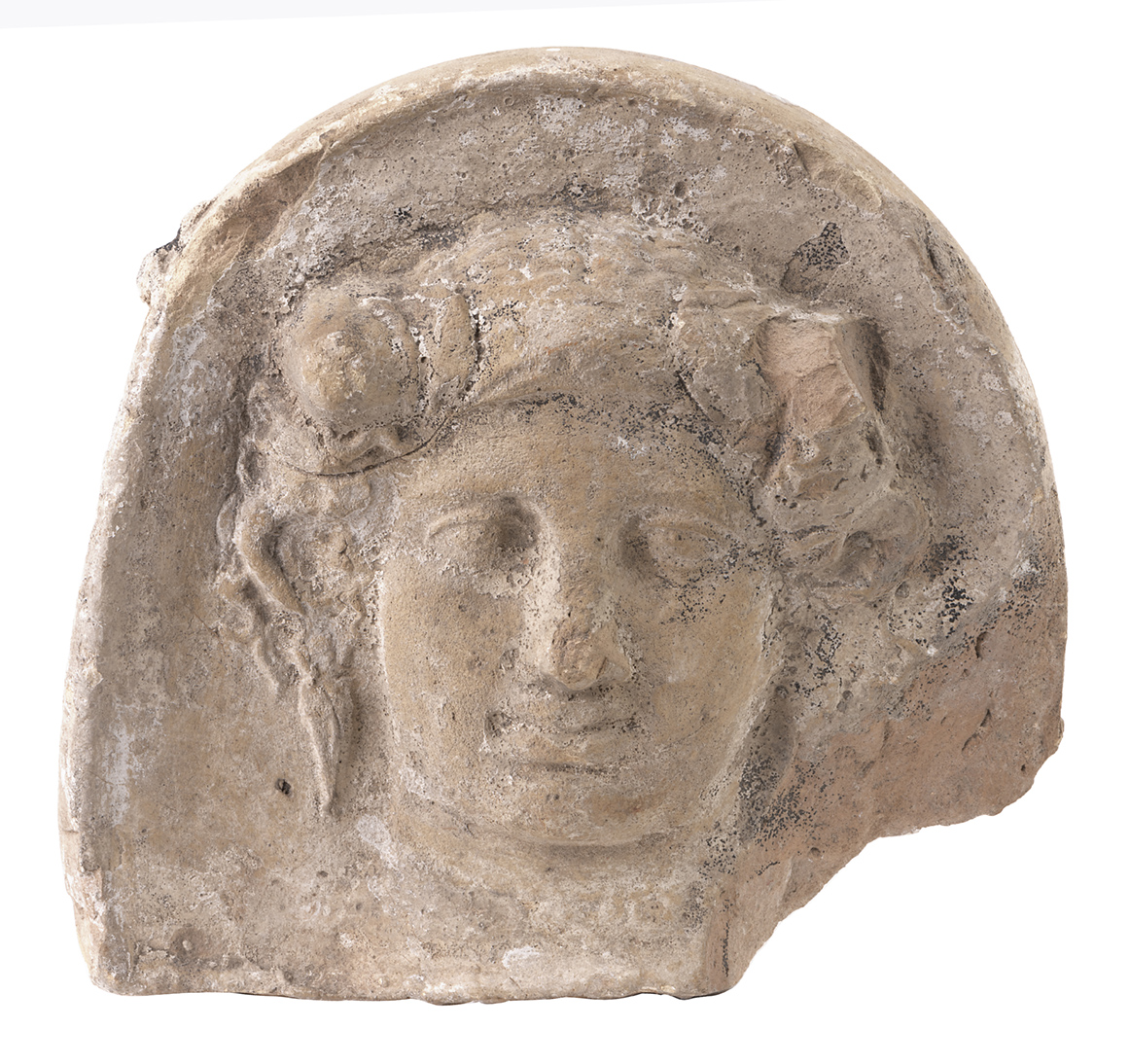
Antefissa, Magna Grecia

In legno o terracotta, l'antefissa può avere forma di palmetta, di Menade , di Gorgone, di animali